# Alexa Glatch
Alexa Glatch (Newport Beach, 10 september 1989) is een tennisspeelster uit de Verenigde Staten. Zij begon op haar vijfde met tennis, en werd professional in 2005, na een succesvolle junior-carrière met onder andere winst in de Orange Bowl van 2003. Haar favoriete ondergrond is hardcourt. Zij speelt rechtshandig en heeft een tweehandige backhand.

## Loopbaan

### Enkelspel
Glatch debuteerde in 2004 op het ITF-toernooi van Charlottesville (VS). Zij stond later dat jaar voor het eerst in een finale, op het ITF-toernooi van Hamilton (Canada) – zij verloor van de Canadese Stéphanie Dubois. In 2006 veroverde Glatch haar eerste titel, op het ITF-toernooi van Fort Worth (VS), door landgenote Jamie Hampton te verslaan. In totaal won zij tien ITF-titels, de laatste in 2015 in Gatineau (Canada).
In 2005 speelde Glatch voor het eerst op een WTA-hoofdtoernooi, op het toernooi van Indian Wells. Later dat jaar bereikte zij op het toernooi van Forest Hills de halve finale, en speelde zij voor het eerst op een grandslamtoernooi, op het US Open. Op de WTA-tour bereikte zij nooit een finale.
Haar beste resultaat op de grandslamtoernooien is het bereiken van de tweede ronde. Haar hoogste notering op de WTA-ranglijst is de 102e plaats, die zij bereikte in augustus 2009.

### Dubbelspel
Glatch was in het dubbelspel minder actief dan in het enkelspel. Zij debuteerde in 2004 op het ITF-toernooi van Charlottesville (VS), samen met landgenote Mary Gambale. Zij stond in 2006 voor het eerst in een finale, op het ITF-toernooi van Edmond (VS), samen met landgenote Ashley Weinhold – hier veroverde zij haar eerste titel, door het Amerikaanse duo Elizabeth Kaufman en Lindsey Nelson te verslaan. In totaal won zij zeven ITF-titels, de laatste in 2014 in Macon (VS).
In 2005 nam Glatch voor het eerst deel aan een grandslamtoernooi, op het US Open, samen met landgenote Vania King. In 2007 speelde zij voor het eerst op een WTA-hoofdtoernooi, op het toernooi van Cincinnati, samen met de Wit-Russin Volha Havartsova. Haar beste resultaat op de WTA-tour is het bereiken van de halve finale, eenmaal in Kopenhagen in 2011 (samen met landgenote Ahsha Rolle) en nog eens in Hua Hin in 2015 (samen met de Chinese Xu Yifan).
Haar beste resultaat op de grandslamtoernooien is het bereiken van de derde ronde, op het US Open 2009, samen met landgenote Carly Gullickson. Haar hoogste notering op de WTA-ranglijst is de 98e plaats, die zij bereikte in oktober 2009.

### Tennis in teamverband
Glatch speelde in 2009 in het Amerikaanse Fed Cup-team. Zij bereikten de finale van Wereldgroep I, die zij verloren van de Italiaanse dames.

## Posities op deWTA-ranglijst
Positie per einde seizoen:
| jaar | rang enkelspel | rang dubbelspel |
| ---- | -------------- | --------------- |
| 2004 | 362            | –               |
| 2005 | 225            | –               |
| 2006 | 541            | 763             |
| 2007 | 266            | 360             |
| 2008 | 165            | 388             |
| 2009 | 136            | 102             |
| 2010 | 301            | 275             |
| 2011 | 151            | 128             |
| 2012 | 119            | 342             |
| 2013 | 404            | 358             |
| 2014 | 639            | 339             |
| 2015 | 137            | 600             |

## Resultaten grandslamtoernooien
| Legenda | Legenda                          |
| ------- | -------------------------------- |
| g.t.    | geen toernooi gehouden           |
| l.c.    | lagere categorie                 |
| –       | niet deelgenomen                 |
| G       | uitgeschakeld in de groepsfase   |
| 1R      | uitgeschakeld in de eerste ronde |
| 2R      | uitgeschakeld in de tweede ronde |
| 3R      | uitgeschakeld in de derde ronde  |
| 4R      | uitgeschakeld in de vierde ronde |
| KF      | uitgeschakeld in de kwartfinale  |
| HF      | uitgeschakeld in de halve finale |
| F       | de finale verloren               |
| W       | het toernooi gewonnen            |
| w-v     | winst/verlies-balans             |

### Enkelspel
| Australian Open | –  | –  | –  | –  | –  | –  | –  | –  | –  |
| Roland Garros   | –  | –  | –  | –  | 2R | –  | 2R | –  | 1R |
| Wimbledon       | –  | –  | –  | –  | 1R | 1R | –  | 1R | –  |
| US Open         | 2R | 1R | 1R | 1R | 1R | –  | –  | –  | –  |

### Vrouwendubbelspel
| Toernooi        | 2005 | 2006 | 2007 |    | 2009 | 2010 | 2011 |
| --------------- | ---- | ---- | ---- | -- | ---- | ---- | ---- |
| Australian Open | –    | –    | –    | –  | –    | –    |      |
| Roland Garros   | –    | –    | –    | –  | –    | –    |      |
| Wimbledon       | –    | –    | –    | 1R | –    | –    |      |
| US Open         | 1R   | 1R   | 1R   | 3R | 2R   | 1R   |      |

### Gemengd dubbelspel
| Toernooi        | 2007 | 2008 |
| --------------- | ---- | ---- |
| Australian Open | –    | –    |
| Roland Garros   | –    | –    |
| Wimbledon       | –    | –    |
| US Open         | 1R   | 1R   |